# Emmanuel Théaulon
Emmanuel Théaulon, né le 13 août 1787 à Aigues-Mortes et mort le 16 novembre 1841 à Paris 2e, est un librettiste et dramaturge français.

## Biographie
La vocation dramatique de Théaulon s’est déclarée très tôt : enfant, il composait des couplets, dont quelques uns ont longtemps été chantés dans sa ville natale. Dans la maison d’éducation d’un instituteur particulier à Montpellier où il avait été envoyé, il a fait peindre à ses condisciples des coulisses, et monter un petit théâtre, sur lequel on jouait des pièces de théâtre de sa façon. À 13 ans, il avait rédigé une tragédie en cinq actes et en vers. Pendant les vacances, étant allé voir ses sœurs qui faisaient leur éducation dans la petite ville de Sommières, il a composé, pour la distribution des prix, un vaudeville intitulé les Joûtes, représentées par les jeunes pensionnaires, et dans lequel il s’était réservé le rôle principal.
À la création des lycées, il les a achevé ses études à celui qui été ouvert à Montpellier, grâce à une bourse obtenue par la protection de Cambacérès, et qui était alors second consul de la République, et dont il était parent, et auquel il devait dédier ses premiers poèmes donnés au public, en 1806, la Bataille d’Iéna, que venait de remporter Napoléon, et le Temple de l’immortalité.
Sa famille, dont certains membres avaient exercé la charge de juge royal et de premier consul, le destinait tout naturellement au barreau. Placé, dans cette optique, chez un avocat de Nîmes, à dix-huit ans, pour y étudier le droit mais, mais rebuté en quelques mois, il est retourné chez ses parents, qui ont cédé à ses instances en le laissant monter, en février 1808, à Paris, où Cambacérès lui a rapidement proposé un emploi d’inspecteur des douanes. Cependant, aussi attiré par l’administration que la magistrature, il a négligé d’aller retirer sa commission, préférant s’adonner à la littérature, de la poésie et du théâtre.
En collaboration avec Armand d'Artois, auquel il s’était lié à Paris, il a fait ses premiers essais au théâtre du Vaudeville, en 1808 et 1809 avec les Fiancés, les Femmes soldats, et les Femmes volantes, qui ont assez bien réussi. Ces succès ne suffisant pas à ses besoins de l’auteur, il a accepté, toujours de Cambacérès, une commission d’inspecteur des hôpitaux militaires en Allemagne. Muté aux mêmes fonctions en Italie, il a fait représenter, pendant son séjour, un vaudeville à Milan, le Retour de l’armée, qui lui a valu, de la part du prince Eugène, une gratification de cinquante napoléons, dans une boite ornée de son chiffre.
De retour en France, parti rejoindre son ami Jean Vigne-Malbois (d) , qui étudiait le commerce à Lyon, où il a passé quelque temps et fait représenter, en 1811, sur le théâtre des Célestins, le Mariage de Cendrillon, une pièce en trois actes, et un vaudeville en trois actes, Bayard à Lyon ou le Tournoi. Remonté à Paris, il a recommencé à écrire pour le théâtre. Après avoir fait représenter les Fiancés ou l’amour et le hasard, au début de 1809, il s’est entièrement consacré, seul ou en collaboration, au théâtre, pour composer plus de trois cents pièces de divers genres, dont un grand nombre ont eu un grand succès, notamment Kean, ou Désordre et génie, avec Frédéric de Courcy et Alexandre Dumas, le Petit Chaperon rouge, qui remet le conte et le merveilleux féerique au théâtre, M. Jovial, le Bénéficiaire, le Centenaire, etc. Deux comédies en cinq actes, et vers, notamment, représentées sur le second Théâtre-Français, l’Artiste ambitieux et l’Indiscret, et surtout la première, ont prouvé qu’il était bien supérieur aux genres secondaires, et son style faisait espérer en lui un auteur comique distingué, mais l’incendie du second Théâtre-Français l’a condamné au vaudeville. Il a aussi fourni des articles aux revues d'art et aux journaux politiques.
En 1811, il a publié une Ode sur la naissance du roi de Rome, qui lui a valu une gratification impériale surpassant celle du prince Eugène. Néanmoins, appelé, quelque temps après, par une conscription supplémentaire, il a refusé de marcher. Malgré ses liens familiaux avec le grand chancelier de l’Empire, il a été l’un des premiers à  arborer la cocarde blanche, en 1814. La première chanson en faveur des Bourbons chantée en France à cette époque est de lui, et son vaudeville, les Clefs de Paris ou le descendant de Henri IV, est la première pièce à avoir été jouée à Paris en leur honneur. Le 24 octobre 1814, il surfe sur l’air du temps en donnant, avec Armand d’Artois, le vaudeville la Vénus hottentote.
Son engagement en faveur de la cause légitimiste l’a placé dans une position embarrassante, en 1815, lors des Cent-Jours. Toutefois, il s’est fait inscrire sur la liste des volontaires royaux, et n’a pas hésité à suivre Louis XVIII en exil à Gand. Il n’a effectué aucun service militaire, se bornant à lancer le premier et unique numéro d’un journal intitulé : le Nain rose, qui n’a eu que quelques jours d’existence. Au retour du roi, il a rédigé et fait afficher des proclamations en l’honneur de Louis XVIII.
En 1821, il a fait la preuve de son dévouement à la cause royale en réussissant le tour de force de faire représenter sur les trois principaux théâtres de Paris, et presque le même jour, trois pièces à l’occasion du baptême du duc de Bordeaux, à savoir : le Panorama de Paris ou C’est Fête partout ! divertissement en 5 actes, à l’Opéra-Comique ; Blanche de Provence ou la Cour des Fées, opéra en un acte, à l’Opéra ; et Jeanne d’Albret ou le Berceau, comédie en un acte et en vers au Théâtre-Français. Ce zèle lui a valu de recevoir la croix de la Légion d’honneur, par ordonnance du 1er mai 1821, sans en avoir fait la demande.
La même année, il a fondé, avec Cyprien Bérard (d)  et Armand d'Artois, un journal royaliste intitulé la Foudre, qui ne ménageait pas ses critiques au parti libéral. Il s’est ensuite rapidement séparé de ses collaborateurs pour publier seul une nouvelle feuille hebdomadaire, appelée l’Apollon, dans laquelle il continuait de défendre la cause légitimiste, mais avec plus de mesure et de retenue, qu’il composait seul, en signant chacun des articles d’un pseudonyme différent, et qui a paru du 10 aout 1822 au 25 mars 1823.
À cette époque, il a été appelé à Berlin pour y rédiger le livret d’Alcidor, opéra composé par Gaspare Spontini à l’occasion du mariage de Louise de Prusse avec Frédéric d'Orange-Nassau. Ce grand événement ayant été retardé, le séjour de Théaulon en Prusse s’est longtemps prolongé, mais il en est revenu comblé de présents et d’honneurs. À son retour, il a fait un voyage en Provence et en Languedoc, faisant jouer Owinska, ou la Guerrière polonaise à Toulon.
Revenu à Paris, il y a repris ses travaux dramatiques, notamment avec Les Femmes romantiques ou Lord, comédie-vaudeville en 1 acte avec Ramond de la Croisette, en 1824, jusqu’à la Révolution de 1830, qui lui a causé un grand préjudice et placé dans une position fâcheuse, lorsque toutes les pièces de circonstances qu’il avait composées ont cessé d’être représentées une fois ces circonstances changées. Trois pièces du même genre qu’il avait achevé ont ainsi été interdites à la représentation. La première d’entre elles était tirée de l’histoire du roi Clovis ; la seconde intitulée le Traité d’Amiens, et la troisième, Henri V, ou l’An 1880. Il a cependant eu encore quelques succès, reprenant notamment, six mois après Mélesville, un thème balzacien, dans la Folle de la Bérésina, au théâtre qu’il n’a abandonné que peu de temps avant sa mort.
Il a abordé tous les genres, pièces, couplets, ariettes, duos, morceaux d’ensemble, avec succès et une prolixité, que seul Scribe a égalée. Il avait même tant écrit de pièces que Jules Janin a rapporté l’avoir surpris un jour riant aux éclats et battant des mains à une comédie qu’il avait faite depuis tellement longtemps qu’il avait oublié qu’il en était l’auteur. Outre Alcidor pour Gaspare Spontini à Berlin, il a également rédigé des livrets pour les compositeurs les plus célèbres : Blanche de Provence, de Luigi Cherubini, Jeanne d’Arc à Orléans de Michele Carafa, Charles de France, le Petit Chaperon rouge de François-Adrien Boieldieu, les Rosières, la Clochette de Ferdinand Hérold, le Roi et la ligue de Nicolas-Charles Bochsa, Don Sanche ou le château d’amour de Franz Liszt, Alcidor de Gaspare Spontini.
De sa première femme, Virginie Gontier de Bury, élevée aux frais de l’impératrice Joséphine, qu’il a perdue en 1818, il avait eu un fils, mort à l’âge de dix ans, boursier au collège de Nîmes. Il s’est remarié avec la fille de l’actrice du Vaudeville, Thérèse-Nicole Desmares, qui l’a soigné pendant les longues années de maladie qui ont précédé sa mort. Il a néanmoins travaillé jusqu’à son dernier souffle, à tel point qu'il a fallu retarder d’un jours la première de sa dernière pièce, l’Ingénue de Paris, qui devait être jouée au théâtre du Vaudeville, le soir de ses obsèques. D’une excessive générosité tous ceux qui l’entouraient, famille, amis, son imprévoyance et son laisser-aller étaient tels qu’après avoir gagné plus de 800 000 francs par la représentation de ses pièces de théâtre, il est mort sans laisser de quoi payer les frais de sa sépulture. Une souscription, ouverte par l’association des auteurs dramatiques, a pourvu aux frais des funérailles. Plus de cent-cinquante hommes de lettres, directeurs de théâtres ou artistes dramatiques l’ont accompagné à sa dernière demeure au cimetière de Montmartre, à l’issue du service funèbre à Saint-Roch. Peu de temps après sa mort, la commission dramatique a annoncé l’ouverture d’une souscription destinée à élever un monument à sa mémoire, mais Hippolyte Rolle a écrit que ces résolutions sont restées lettre morte.

## Jugements
« Opéras, comédies, vaudevilles, pièces de circonstances, il a tout abordé et toujours avec bonheur, et avec une fécondité qui n'a de comparable que la fécondité de Scribe »

— Henry Monnier

« Le premier il soumit le vaudeville à l’influence des idées nouvelles qui tendaient à régénérer le théâtre. Il tenta plus d’une révolution dans le paisible empire de Momus. Il fut le Hugo du couplet et le Shakespeare de la ritournelle. »

— Revue de Paris

« Écrites avec une extrême hâte, la plupart [de ses pièces] ne sont que des esquisses ; le style laisse souvent à désirer ; mais l’agrément et la gaieté n’y manquent pas, et l’on cite de lui deux comédies en cinq actes, en vers ; L’Artiste ambitieux (1820) et L’Indiscret (1825), jouées à l’Odéon, qui s’élèvent quelquefois jusqu’au vrai comique »

— Gustave Vapereau

« Lope de Vega avait cent comédies, qu’il estimait cent écus pièce, en réserve pour la dot de sa fille. Théaulon a laissé plus que de cent pièces de théâtre à sa pauvre et désolée veuve. Reste à savoir si un directeur reconnaissant voudra acheter ses manuscrits au poids du papier »

— Étienne Arago

## Théâtre
- Le Temple de l’immortalité, Montpellier, 1806, in-8º.
- La Bataille d’Iéna, Montpellier, 1806, in-8º.
- Les Femmes soldats ou la Forteresse mal défendue, vaudeville en 1 acte d’Emmanuel Théaulon et Achille d'Artois, théâtre du Vaudeville, 9 février 1809.
- Les Femmes rivaux, arlequinade en 1 acte et en vaudevilles d’Armand d'Artois et Emmanuel Théaulon, théâtre du Vaudeville, 18 septembre 1809.
- Les Fiancés, ou l’Amour et le Hasard, comédie en 1 acte mêlée de vaudevilles d’Emmanuel Théaulon et Armand d’Artois, théâtre du Vaudeville, 17 novembre.
- Les Pêcheurs danois, vaudeville en 1 acte, Emmanuel Théaulon et Achille d’Artois, théâtre du Vaudeville, 3 février 1810.
- Le Pacha de Suresne ou l’Amitié des femmes d’Emmanuel Théaulon et Achille d’Artois, théâtre du Vaudeville, 17 juin 1811.
- Les Pages au sérail, vaudeville en 2 actes d’Armand d’Artois et Emmanuel Théaulon, théâtre du Vaudeville, 17 juin 1811.
- Bayard à Lyon ou le Tournoi, vaudeville historique en 3 actes d’Emmanuel Théaulon, musique de Jean-Jacques Dreuilh, théâtre des Célestins, septembre 1811.
- La Forêt noire, vaudeville en 1 acte d’Emmanuel Théaulon et Jean-Henri Dupin, théâtre du Vaudeville, 19 septembre 1811.
- Ode sur la naissance du Roi de Rome
- Stanislas en voyage ou le Jour des rois, vaudeville en 1 acte d’Emmanuel Théaulon, théâtre du Vaudeville, 6 janvier 1812.
- L’Anglais à Bagdad, comédie anecdote en 1 acte mêlée de vaudeville d’Emmanuel Théaulon, Maurice Ourry et Moreau de Commagny, théâtre du Vaudeville, 6 mai 1812.
- Le Faux Duel ou le Mariage par sensibilité, comédie en 1 acte mêlée de vaudevilles d’Henri Simon et Emmanuel Théaulon, Lyon, 22 mai 1812. Repris au  théâtre de la Gaîté le 14 novembre 1816.
- Le Piège, vaudeville en 1 acte d’Emmanuel Théaulon, théâtre des Nouveautés, 22 août 1812.
- Bayard page, ou Vaillance et Beauté, trait historique en 2 actes et en vaudevilles d’Emmanuel Théaulon et Armand d’Artois, théâtre du Vaudeville, 8 décembre 1813.
- Le Cimetière du Parnasse ou Tippo malade, pompe funèbre en 1 acte mêlée de vaudevilles d’Emmanuel Théaulon et Armand d’Artois, théâtre du Vaudeville, 25 février 1813.
- Le Boghey renversé ou Un point de vue sur Longchamp, vaudeville en 1 acte d’Emmanuel Théaulon, Étienne Jourdan et Armand d’Artois, théâtre du Vaudeville, 15 avril 1813.
- Les Bêtes savantes, folie burlesque en 1 acte et en vaudevilles de Théophile Marion Dumersan, Emmanuel Théaulon et Armand d’Artois, théâtre du Vaudeville, 10 juin 1813.
- Le Château d’If, comédie en 1 acte et en vaudevilles d’Emmanuel Théaulon, Constant et Moreau de Commagny, théâtre des Variétés, 17 juillet 1814.
- Les Clefs de Paris ou le Dessert d’Henri IV, trait historique en vaudeville d’Emmanuel Théaulon et Armand d’Artois, théâtre du Vaudeville, 20 avril 1814.
- L’Arbre de Vincennes, vaudeville héroïque en 3 actes et en prose d’Emmanuel Théaulon et Armand d’Artois, théâtre du Vaudeville, 23 août 1817.
- Les Rosières, opéra-comique en 3 actes d’Emmanuel Théaulon, musique Ferdinand Hérold, Opéra-Comique, 27 janvier 1817.
- La Clochette ou le Diable page, opéra-comique en 3 actes  d’Emmanuel Théaulon, musique Ferdinand Hérold, Opéra-Comique, 18 octobre 1817.
- Paris à Pékin ou la Clochette de l’Opéra-Comique, parodie-féerie-folie en 1 acte et en vaudevilles de Marc-Antoine-Madeleine Désaugiers, Emmanuel Théaulon et Armand Dartois, théâtre du Vaudeville, 27 novembre 1817.
- Le Calendrier vivant ou Une année dans une heure, revue-folie de l’an 1817, en 1 acte et en vaudevilles mêlée de couplets d’Emmanuel Théaulon, Armand d’Artois et Paul Ledoux, théâtre du Vaudeville, 31 décembre 1818.
- Le Petit Chaperon rouge, opéra-féerie en 3 actes et en prose, musique François-Adrien Boieldieu, 1818.
- L’École de village ou l’Enseignement mutuel, comédie en 1 acte d’Emmanuel Théaulon et Achille d’Artois, théâtre du Vaudeville, 5 septembre 1819.
- Angéline ou la Champenoise, comédie-vaudeville en 1 acte, imitée de l’allemand d’Armand Dartois et Emmanuel Théaulon dit Léon, théâtre des Variétés, 5 avril 1819.
- Le Mariage à la hussarde ou Une nuit de printemps d’Emmanuel Théaulon et Armand d’Artois, théâtre des Variétés, 7 juin 1819.
- La Féerie des arts ou le Sultan de Cachemire, folie-féerie vaudeville en 1 acte de Gabriel de Lurieu, Armand d’Artois, Francis Baron d’Allarde et Emmanuel Théaulon, théâtre du Vaudeville, 2 novembre 1819.
- Le Diable d’argent, revue en 1 acte et en vaudevilles d’Armand d’Artois, Rochefort et Emmanuel Théaulon, théâtre des Variétés, 5 décembre 1820.
- La Créancière, comédie-vaudeville en 2 actes d’Emmanuel Théaulon et Ramond de la Croisette dit Charles, théâtre du Vaudeville, 6 avril 1821.
- Blanche de Provence ou la Cour des fées, opéra en 3 tableaux d’Emmanuel Théaulon et De Rancé, musique Henri Montan Berton et François-Adrien Boieldieu, Luigi Cherubini, Rodolphe Kreutzer, Ferdinando Paër, Opéra-Comique, 3 mai 1821.
- L’Auberge du Grand Frédéric, comédie-vaudeville en 1 acte et en prose d’Emmanuel Théaulon dit Léon et W Lafontaine, théâtre des Variétés, 6 juin 1822.
- Les Blouses ou la Soirée à la mode, vaudeville en 1 acte, de Gabriel de Lurieu, Achille d’Artois et Emmanuel Théaulon, théâtre des Variétés, 29 juillet 1823.
- Le Laboureur ou, Tout pour le Roi ! Tout pour la France !, comédie en un acte et en prose, avec Théodore d'Artois et De Rancé, 1823
- Les Aides de camp, comédie vaudeville en 1 acte d’Emmanuel Théaulon et Joseph Langlé, théâtre des Variétés, 24 août 1823.
- Les Femmes volantes vaudeville féerie en 2 actes d’Emmanuel Théaulon, Armand d’Artois, théâtre du Vaudeville, 23 décembre 1824.
- Le Grenadier de Fanchon, vaudeville en 1 acte d’Emmanuel Théaulon, Pierre-Frédéric-Adolphe Carmouche et Nicolas Brazier, théâtre des Variétés, 13 décembre 1825.
- Le Compagnon d’infortune ou les Prisonniers, comédie-vaudeville en 1 acte et en prose d’Emmanuel Théaulon et Étienne Arago, théâtre des Variétés, 19 janvier 1825.
- Le Bénéficiaire, comédie en 5 actes et en 1 vaudeville d’Emmanuel Théaulon et Charles-Guillaume Étienne, théâtre des Variétés, 26 avril 1825.
- Le Docteur du défunt de Lafontaine et Emmanuel Théaulon dit Léon, théâtre du Vaudeville, 28 juin 1825.
- Le Commissaire du bal ou l’Ancienne et la Nouvelle Mode, comédie-anecdote mêlée de vaudevilles en 1 acte de Francis Baron d’Allarde, Emmanuel Théaulon et Armand d’Artois, théâtre des Variétés, 23 septembre 1825.
- L’Ami intime, comédie en 1 acte mêlée de couplets d’Emmanuel Théaulon, Armand d’Artois et Ferdinand Laloue, théâtre des Variétés, 23 novembre 1825.
- Le Centenaire ou la Famille des Gaillards, comédie-vaudeville en 1 acte d’Emmanuel Théaulon, Armand d’Artois et Francis Baron d’Allarde, théâtre des Variétés, 24 novembre 1825.
- Les Femmes romantiques ou Lord, comédie-vaudeville en 1 acte d’Emmanuel Théaulon et Ramond de la Croisette, 1824.
- Le Chiffonnier ou le Philosophe nocturne, comédie-vaudeville en 5 actes et 1 journée d’Emmanuel Théaulon et Étienne Crétu, théâtre des Variétés, 6 janvier 1826.
- Le Candidat ou l’Athénée de Beaune d’Emmanuel Théaulon, Armand d’Artois, Francis Baron d’Allarde, 8 juin 1826.
- Le Médecin des théâtres d’Emmanuel Théaulon, Armand d’Artois et Francis Baron d’Allarde, 12 août 1826.
- La Fée du voisinage ou la Fête au hameau, vaudeville en 1 acte d’Emmanuel Théaulon, Frédéric de Courcy et Rousseau, théâtre de Madame, 4 novembre 1826.
- Le Dilettante ou le Siège de l’Opéra, vaudeville en 5 actes d’Emmanuel Théaulon, Théodore Anne, Jean-Baptiste Gondelier, théâtre du Vaudeville, 6 novembre 1826.
- Les Inconvéniens de la diligence ou Monsieur Bonnaventure, 6 tableaux-vaudeville de Francis Baron d’Allarde, Emmanuel Théaulon et Achille d’Artois, théâtre des Variétés, 11 novembre 1826.
- La Mère au bal et la Fille à la maison, vaudeville en 2 actes d’Emmanuel Théaulon et Jean-Baptiste Gondelier, théâtre du Vaudeville, 30 novembre 1827.
- Clara Wendel ou la Demoiselle brigand, comédie-vaudeville en 2 actes d’Emmanuel Théaulon, Francis Baron d’Allarde, Armand d’Artois, théâtre des Variétés, 25 janvier 1827.
- Le Courrier des théâtres ou la Revue à franc-étrier, folie-vaudeville en 5 relais d’Emmanuel Théaulon, Théodore Anne et Jean-Baptiste Gondelier, théâtre du Vaudeville, 24 février 1827.
- L’Arbitre ou les Séductions, comédie-vaudeville en 2 actes d’Emmanuel Théaulon, Paul Duport, théâtre de Madame, 7 mai 1827.
- Les Deux Matelots ou le Père malgré lui, comédie-vaudeville en 1 acte de Francis Baron d’Allarde, Armand d’Artois et Emmanuel Théaulon, théâtre des Variétés, 24 mai 1827.
- La Fiancée de Berlin ou le Jeu de cache-cache, comédie-vaudeville en 1 acte d’Emmanuel Théaulon, Armand d’Artois, 29 mai 1827.
- Le Paysan perverti ou Quinze ans de Paris, pièce en 3 journées d’Emmanuel Théaulon, théâtre du Gymnase, 24 juillet 1827.
- Cinq heures du soir ou le Duel manqué, comédie-vaudeville en 1 acte d’Emmanuel Théaulon et Mélesville, Pierre Carmouche, théâtre des Variétés, 4 septembre 1827.
- L’Ami Bontems ou la Maison de mon oncle, vaudeville en 1 acte d’Emmanuel Théaulon et Mélesville, théâtre des Nouveautés, 5 octobre 1827.
- La Folle de la Bérésina, adaptation d’Emmanuel Théaulon et Gondolier, théâtre des Nouveautés, 27 octobre 1827.
- M. Jovial, vaudeville en 2 actes d’Emmanuel Théaulon et Adolphe Choquart
- Le Comédien de Paris ou Assaut de travestissemens, vaudeville en 1 acte et en prose d’Armand d’Artois, Eugène de Lamerlière et Emmanuel Théaulon, 1828.
- Le Barbier châtelain ou la Loterie de Francfort, comédie-vaudeville en 3 actes d’Emmanuel Théaulon et Théodore Anne, théâtre des Nouveautés, 7 février 1828.
- Angiolina, drame en 3 actes d’Emmanuel Théaulon et Mathurin-Joseph Brisset, théâtre des Nouveautés, 22 juin 1829.
- Le Bandit, pièce en deux actes mêlée de chants d’Emmanuel Théaulon, Théodore Anne, Charles Nombret Saint-Laurent, théâtre des Nouveautés, 12 septembre 1829.
- Jovial en prison, comédie-vaudeville en 2 actes d’Emmanuel Théaulon, Gabriel de Lurieu et Théodore Anne, 1829.
- Le Bal champêtre au cinquième étage ou Rigolard chez lui, tableau-vaudeville en 1 acte et en prose d’Emmanuel Théaulon et Achille Grégoire, théâtre des Nouveautés, 23 janvier 1830.
- Le Bal de l’avoué ou les Quadrilles Historiques, comédie-vaudeville en 2 actes d’Emmanuel Théaulon, Duflot et Roche, théâtre des Variétés, 16 avril 1833.
- Le Voyage à frais communs, vaudeville en 5 actes d’Emmanuel Théaulon et Victor-Eugène Desmares, théâtre du Palais-Royal, 22 octobre 1833.
- La Danseuse de Venise, comédie en 3 actes mêlée de chant d’Emmanuel Théaulon, et Auguste Pittaud de Forges, théâtre du Palais-Royal, 5 décembre 1834.
- Judith et Holopherne d’Emmanuel Théaulon, Armand Joseph Overnay et Théodore Nézel, théâtre du Palais-Royal, 26 août 1835.
- Claude Bélissan, tableau-vaudeville en 1 acte d’Emmanuel Théaulon, Adolphe Choquart, théâtre du Vaudeville, 6 janvier 1835.
- Le Père Goriot d’Emmanuel Théaulon, Alexis Decomberousse et Ernest Jaime, théâtre des Variétés, 6 avril 1835.
- Anacharsis ou Ma tante Rose, comédie-vaudeville en 1 acte d’Emmanuel Théaulon, Frédéric de Courcy et Nicolas Brazier, théâtre du Vaudeville, 18 avril 1835.
- Les Marais-Pontins ou les Trois Bijoux d’Emmanuel Théaulon, Eugène de Planard et Charles Lange, théâtre du Palais-Royal, 2 juin 1835.
- Les Amours de Faublas, ballet pantomime en 3 actes et 4 tableaux de Lockroy et Emmanuel Théaulon, théâtre de la Porte-Saint-Martin, 12 juin 1835.
- La Prova d’un opera seria ou les Italiens à Carpentras, opéra-bouffe en 1 acte d’Emmanuel Théaulon et Théodore Nézel, musique d’Auguste Pilati, théâtre du Palais-Royal, 4 juillet 1835.
- La Périchole ou la Vierge du soleil, comédie en 1 acte d’Emmanuel Théaulon et Auguste Pittaud de Forges, théâtre du Palais-Royal, 21 octobre 1835.
- Kean, ou Désordre et génie, comédie en cinq actes mêlée de chants de Frédéric de Courcy, Alexandre Dumas et Emmanuel Théaulon, théâtre des Variétés, 31 août 1836.
- Les Infortunes de Jovial, huissier chansonnier, voyage en 3 actes et 6 tableaux mêlé de chants, de danses et de prises de corps d’Emmanuel Théaulon et Frédéric de Courcy, théâtre des Folies-Dramatiques, 22 octobre 1836.
- Les Chansons de Désaugiers, comédie en 5 actes mêlée de couplets de Frédéric de Courcy et Emmanuel Théaulon, théâtre du Palais-Royal, 9 février 1836.
- Venise au sixième étage ou la Manie des bals masqués, vaudeville en 1 acte d’Emmanuel Théaulon, Joseph Langlé et Frédéric de Courcy, théâtre du Palais-Royal, 16 février 1836.
- Actéon et le Centaure Chiron, farce mythologique mêlée de couplets d’Emmanuel Théaulon, Félix-Auguste Duvert et Adolphe de Leuven, musique M. Chassaigne, théâtre du Palais-Royal, 19 mars 1836.
- La Belle Écaillère, drame vaudeville d’Emmanuel Théaulon et Gabriel de Lurieu, théâtre de la Gaîté, 27 septembre 1836.
- Carmagnole ou Les Français sont des farceurs, vaudeville épisode des guerres d’Italie en un acte  d’Emmanuel Théaulon, Ernest Jaime et Pittaud de Forges, théâtre des Variétés, 31 décembre 1836.
- La Cour des miracles, chronique de 1450, vaudeville en 2 actes d’Emmanuel Théaulon, Alissan de Chazet et Jean-Pierre-François Lesguillon, théâtre de la Porte-Saint-Antoine, 31 décembre 1837.
- Crouton, chef d’école ou le Peintre véritablement artiste, tableau en 1 acte mêlé de couplets d’Emmanuel Théaulon, Gabriel de Lurieu, Frédéric de Courcy, théâtre des Variétés, 11 avril 1837.
- La Comtesse du tonneau ou les Deux Cousines, vaudeville en 2 actes d’Emmanuel Théaulon et Alexis Decomberousse, théâtre du Palais-Royal, 13 avril 1837.
- Sans nom ! ou Drames et romans, vaudeville en 1 acte d’Emmanuel Théaulon et Edmond de Biéville, théâtre du Gymnase, 22 juillet 1837.
- La Guerre des servantes de Jules-Édouard Alboize de Pujol, Emmanuel Théaulon et Charles Jean Harel, théâtre de la Porte-Saint-Martin, 26 août 1837.
- Le Père de la débutante, vaudeville en 5 actes d’Emmanuel Théaulon et Jean-François-Alfred Bayard, théâtre des Variétés, 28 octobre 1837.
- La Dot de Cécile, vaudeville en 2 actes d’Emmanuel Théaulon, Gabriel de Lurieu et Angel, théâtre du Palais-Royal, 30 octobre 1837.
- Spectacle à la cour, vaudeville en 2 actes d’Emmanuel Théaulon, Lubize et Gustave Albitte, théâtre du Gymnase, 25 novembre 1838.
- Un ange au sixième étage, vaudeville en 1 acte de Stephen Arnoult et Emmanuel Théaulon, théâtre du Gymnase, 21 février 1838.
- Le Lac de Gomorrhe ou la Bourse de Paris, vaudeville en 3 actes d’Emmanuel Théaulon et Étienne Arago, théâtre du Vaudeville, 15 mai 1839.
- Nanon, Ninon et Maintenon, ou les Trois Boudoirs, vaudeville en 3 actes d’Emmanuel Théaulon, Jean-Pierre-François Lesguillon et Achille d’Artois, théâtre du Palais-Royal, 22 mars 1839.
- Je m’en moque comme de l’an 40, revue en 1 acte d’Emmanuel Théaulon et Achille d’Artois, théâtre des Variétés, 31 décembre 1839.
- La Journée aux éventails, vaudeville en 2 actes d’Emmanuel Théaulon et Clairville, théâtre du Palais-Royal, 1er juillet 1840.
- Eudoxie, ou le Meunier de Harlem, comédie en 1 acte d’Emmanuel Théaulon et René de Chazet, Comédie-Française, 18 juillet 1841.
- Une veuve de la grande armée, vaudeville en 4 actes d’Emmanuel Théaulon et Clairville, et Achille d’Artois, théâtre des Folies-Dramatiques, 15 mai 1841.

## Opéras
- Le Roi et la Ligue, ou la Ville assiégée de Nicolas-Charles Bochsa, Opéra-Comique, 22 aout 1815.
- Charles de France, ou amour, gloire, opéra-comique de François-Adrien Boieldieu et Ferdinand Hérold, théâtre Feydeau, 18 juin 1816.
- La Clochette, ou le diable page de Ferdinand Hérold, Opéra-Comique, 18 octobre 1817.
- Les Rosières, de Ferdinand Hérold, Opéra-Comique, 27 janvier 1817.
- Le Petit Chaperon rouge de Boieldieu, Opéra-Comique, 30 juin 1818.
- Blanche de Provence, de Luigi Cherubini, Tuileries, 1er mai 1821.
- Jeanne d'Arc à Orléans de Michele Carafa, théâtre Feydeau, 10 mars 1821.
- Alcidor, opéra féerie avec ballet en 3 actes de Gaspare Spontini, Opéra Royal de Berlin, le 23 mai 1825.
- Don Sanche ou le château d’amour, opéra féerie en 1 acte, avec Jacques-François de Rancé, musique de Franz Liszt, 17 octobre 1825.